# Record bhutanesi di atletica leggera
I record bhutanesi di atletica leggera rappresentano le migliori prestazioni di atletica leggera stabilite dagli atleti di nazionalità bhutanese e ratificate dalla Bhutan Amateur Athletic Federation.

## Outdoor

### Maschili
| Evento | Record          | Atleta              | Data                | Manifestazione                                | Luogo                | Ref   |
| --- | --------------- | ------------------- | ------------------- | --------------------------------------------- | -------------------- | ----- |
| 100 m | 11.64 (0.0 m/s) | Dinesh Kumar Dhakal | 27 settembre 2019   | Campionati del mondo di atletica leggera 2019 | Doha                 |       |
| 100 m | 11.4 (ht)       | Tshering Norbu      | 25-28 dicembre 2000 |                                               | Punakha, Bhutan      |       |
| 100 m | 11.4 (ht)       | Pema Wangchuk       | 12 dicembre 2001    |                                               | Phuntsholing, Bhutan |       |
| 200 m | 26.15           | Kinley Tenzin       | 9 marzo 2008        |                                               | Kochi, India         |       |
| 200 m | 25.1            | Robin Thamang       | 12 dicembre 2001    |                                               | Phuntsholing, Bhutan |       |
| 400 m | 57.37           | Bal Bahadur Thamang | 3 aprile 2004       | Giochi dell'Asia del Sud                      | Islamabad, Pakistan  |       |
| 400 m | 53.4 (ht)       | Bal Bahadur Thamang | 19 luglio 2002      |                                               | Thimphu, Bhutan      |       |
| 800 m | 2:05.05         | Kinzang Dorji       | 26 settembre 1999   | Giochi dell'Asia del Sud                      | Kathmandu, Nepal     |       |
| 1500 m | 4:08.09         | Lungten Tshering    | 15 giugno 2004      |                                               | Ipoh, Malaysia       |       |
| 3000 m | 9:28.0          | Kuenzang Norbu      | 12 giugno 2001      |                                               | Punakha, Bhutan      |       |
| 5000 m | 16:40.10        | Tshewang Pema       | 12 giugno 2004      |                                               | Ipoh, Malaysia       |       |
| 10000 m | 38:39.7         | Dhoman Tenzin       | 22 settembre 1984   | Giochi dell'Asia del Sud                      | Kathmandu, Nepal     |       |
| Mezza maratona | 1:15:19         | Sangay Wangchuk     | 6 ottobre 2012      | Campionati mondiali di mezza maratona         | Kavarna, Bulgaria    | [ 3 ] |
| 25 km (strada) | 1:30:58+        | Sangay Wangchuk     | 4 settembre 2011    | Campionati del mondo di atletica leggera 2011 | Taegu, Corea del Sud | [ 4 ] |
| 30 km (strada) | 1:50:08+        | Sangay Wangchuk     | 4 settembre 2011    | Campionati del mondo di atletica leggera 2011 | Taegu, Corea del Sud | [ 4 ] |
| 40 km (strada) | 2:30:06+        | Sangay Wangchuk     | 4 settembre 2011    | Campionati del mondo di atletica leggera 2011 | Taegu, Corea del Sud | [ 4 ] |
| Maratona | 2:38:33         | Sangay Wangchuk     | 4 settembre 2011    | Campionati del mondo di atletica leggera 2011 | Taegu, Corea del Sud | [ 5 ] |
| 110 m ostacoli |                 |                     |                     |                                               |                      |       |
| 400 m ostacoli |                 |                     |                     |                                               |                      |       |
| 3000 m siepi |                 |                     |                     |                                               |                      |       |
| Salto in alto | 1.75 m          | Balaram             | 2 ottobre 1998      |                                               | Thimphu, Bhutan      |       |
| Salto con l'asta |                 |                     |                     |                                               |                      |       |
| Salto in lungo | 6.21 m          | Tshewangla          | 21 gennaio 2003     |                                               | Phuntsholing, Bhutan |       |
| Salto triplo | 13.25 m         | Bishnu Prodham      | 2 ottobre 1998      |                                               | Thimphu, Bhutan      |       |
| Getto del peso | 12.48 m         | Phaba Namgay        | 2 ottobre 1998      |                                               | Thimphu, Bhutan      |       |
| Lancio del disco | 39.00 m         | Tamyang Tashi       | 21 gennaio 2003     |                                               | Phuntsholing, Bhutan |       |
| Lancio del martello |                 |                     |                     |                                               |                      |       |
| Lancio del giavellotto | 50.50 m         | Tashi Wangchuk      | 5 gennaio 2005      |                                               | Thimphu, Bhutan      |       |
| Decathlon |                 |                     |                     |                                               |                      |       |
| (100 m), (salto in lungo), (getto del peso), (salto in alto), (400 m) / (110 m ostacoli), (disco), (salto con l'asta), (giavellotto), (1500 m) |                 |                     |                     |                                               |                      |       |
| Marcia 20 km (strada) |                 |                     |                     |                                               |                      |       |
| Marcia 50 km (strada) |                 |                     |                     |                                               |                      |       |
| Staffetta 4×100 metri | 54.6            | Bhutan (bandiera)   | 23 dicembre 2002    |                                               | Punakha, Bhutan      |       |
| Staffetta 4×400 metri | 4:10.1          | Bhutan (bandiera)   | 1992                |                                               | Thimphu, Bhutan      |       |

### Femminili
| Event                                                                                                  | Record  | Atleta          | Data                | Manifestazione         | Luogo                | Ref |
| --- | ------- | --------------- | ------------------- | ---------------------- | -------------------- | --- |
| 100 m                                                                                                  | 14.3    | Namgay Wangmo   | 1997                |                        | Thimphu, Bhutan      |     |
| 200 m                                                                                                  | 30.4    | Namgay Wangmo   | 1997                |                        | Thimphu, Bhutan      |     |
| 400 m                                                                                                  | 1:08.2  | Khandu Lhamo    | 12 dicembre 2001    |                        | Phuntsholing, Bhutan |     |
| 800 m                                                                                                  | 2:53.4  | Tenzin Yangdan  | 21 gennaio 2003     |                        | Phuntsholing, Bhutan |     |
| 1500 m                                                                                                 | 5:21.3  | Tandin Pema     | 22 dicembre 2002    |                        | Phuntsholing, Bhutan |     |
| 3000 m                                                                                                 | 12:01.1 | Ugyen Pema      | 12 dicembre 2001    |                        | Phuntsholing, Bhutan |     |
| 5000 m                                                                                                 |         |                 |                     |                        |                      |     |
| 10000 m                                                                                                |         |                 |                     |                        |                      |     |
| Mezza maratona                                                                                         | 1:55:13 | Phub Dem        | 23 maggio 2010      | Thimphu mezza maratona | Thimphu, Bhutan      |     |
| Maratona                                                                                               | 4:54:53 | Tshering Wangmo | 13 novembre 2002    | Thimphu Maratona       | Thimphu, Bhutan      |     |
| 100 m ostacoli                                                                                         |         |                 |                     |                        |                      |     |
| 400 m ostacoli                                                                                         |         |                 |                     |                        |                      |     |
| 3000 m siepi                                                                                           |         |                 |                     |                        |                      |     |
| Salto in alto                                                                                          | 1.35 m  | Pema Lhamo      | 1997                |                        | Thimphu, Bhutan      |     |
| Salto con l'asta                                                                                       |         |                 |                     |                        |                      |     |
| Salto in lungo                                                                                         | 5.47 m  | Tashi Dema      | 22 gennaio 2003     |                        | Thimphu, Bhutan      |     |
| Salto triplo                                                                                           | 9.34 m  | Namgay Wangmo   | 1998                |                        | Thimphu, Bhutan      |     |
| Getto del peso                                                                                         | 11.74 m | Phup Lhamngmo   | 25-28 dicembre 2000 |                        | Punakha, Bhutan      |     |
| Lancio del disco                                                                                       | 31.18 m | Namkha Lhamo    | 13 dicembre 2001    |                        | Phuntsholing, Bhutan |     |
| Lancio del martello                                                                                    |         |                 |                     |                        |                      |     |
| Lancio del giavellotto                                                                                 | 38.92 m | Chechay         | 13 dicembre 2001    |                        | Phuntsholing, Bhutan |     |
| Eptathlon                                                                                              |         |                 |                     |                        |                      |     |
| (100 m ostacoli), (salto in alto), (getto del peso), (200 m), (salto in lungo), (giavellotto), (800 m) |         |                 |                     |                        |                      |     |
| Marcia 20 km (strada)                                                                                  |         |                 |                     |                        |                      |     |
| Staffetta 4×100 metri                                                                                  | 1:04.5  | Bhutan          | 24 dicembre 2004    |                        | Thimphu, Bhutan      |     |
| Staffetta 4×400 metri                                                                                  |         |                 |                     |                        |                      |     |

## Indoor

### Maschili
| Eventp | Record  | Atleta        | Data             | Manifestazione         | Luogo          | Ref |
| --- | ------- | ------------- | ---------------- | ---------------------- | -------------- | --- |
| 60 m | 7.64    | Kinley Tenzin | 31 ottobre 2009  | Giochi Asiatici indoor | Hanoi, Vietnam |     |
| 200 m |         |               |                  |                        |                |     |
| 400 m |         |               |                  |                        |                |     |
| 800 m |         |               |                  |                        |                |     |
| 1500 m | 4:20.68 | Kezang Dorji  | 30 ottobre 2007  | Giochi Asiatici indoor | Macao          |     |
| 3000 m | 9:45.67 | Pema Tshewang | 1º novembre 2007 | Giochi Asiatici indoor | Macao          |     |
| 60 m ostacoli                                                                                              |         |               |                  |                        |                |     |
| Salto in alto                                                                                              |         |               |                  |                        |                |     |
| Salto con l'asta                                                                                           |         |               |                  |                        |                |     |
| Salto in lungo                                                                                             |         |               |                  |                        |                |     |
| Salto triplo                                                                                               |         |               |                  |                        |                |     |
| Getto del peso                                                                                             |         |               |                  |                        |                |     |
| Eptathlon                                                                                                  |         |               |                  |                        |                |     |
| (60 m), (salto in alto), (getto del peso), (salto in lungo), (60 m ostacoli), (salto con l'asta), (1000 m) |         |               |                  |                        |                |     |
| Marcia 5000 metri                                                                                          |         |               |                  |                        |                |     |
| Staffetta 4×400 metri                                                                                      |         |               |                  |                        |                |     |

### Femminili
| Evento                                                                        | Record | Atleta | Data | Manifestazione | Luogo | Ref |
| ----------------------------------------------------------------------------- | ------ | ------ | ---- | -------------- | ----- | --- |
| 60 m                                                                          |        |        |      |                |       |     |
| 200 m                                                                         |        |        |      |                |       |     |
| 400 m                                                                         |        |        |      |                |       |     |
| 800 m                                                                         |        |        |      |                |       |     |
| 1500 m                                                                        |        |        |      |                |       |     |
| 3000 m                                                                        |        |        |      |                |       |     |
| 60 m ostacoli                                                                 |        |        |      |                |       |     |
| Salto in alto                                                                 |        |        |      |                |       |     |
| Salto con l'asta                                                              |        |        |      |                |       |     |
| Salto in lungo                                                                |        |        |      |                |       |     |
| Salto triplo                                                                  |        |        |      |                |       |     |
| Getto del peso                                                                |        |        |      |                |       |     |
| Pentathlon                                                                    |        |        |      |                |       |     |
| (60 m ostacoli), (salto in alto), (getto del peso), (salto in lungo), (800 m) |        |        |      |                |       |     |
| Marcia 3000 metri                                                             |        |        |      |                |       |     |
| Staffetta 4×400 metri                                                         |        |        |      |                |       |     |

ht = hand timing